# ۵۶۶ (پیش از میلاد)
۵۶۶ (پیش از میلاد) ۵۶۶مین سال قبل از تقویم میلادی است.